# إيفان جاي باريت
إيفان جاي باريت (بالإنجليزية: Ivan J. Barrett)‏ هو قسيس أمريكي، ولد في 4 أبريل 1910، وتوفي في 16 أغسطس 1999.